# Titularbistum Setea
Setea ist ein Titularbistum der römisch-katholischen Kirche.
Es geht zurück auf ein früheres Bistum auf der Insel Kreta, das der Kirchenprovinz Gortyna angehörte.
| Titularbischöfe von Setea |                              |                                        |                |                    |
| Nr.                       | Name                         | Amt                                    | von            | bis                |
| 1                         | Frederick Anthony Donaghy MM | Apostolischer Vikar von Wuchow (China) | 20. Juli 1939  | 11. April 1946     |
| 2                         | Louis Abel Caillouet         | Weihbischof in New Orleans (USA)       | 2. August 1947 | 16. September 1984 |